# HS 2000
HS 2000 (Hrvatski Samokres 2000) — хорватский самозарядный пистолет, разработанный коллективом конструкторов компании "IM Metal" во главе с Марко Вуковичем в конце 1990-х гг. для вооружённых сил Хорватии. Производство пистолета началось в 1999 году на оружейном заводе в городе Карловац. В 1999 году пистолет HS 2000 в варианте под патрон 9×19 мм Парабеллум был принят на вооружение хорватской армии, а с 2001 года — поставляется на экспорт.
В 2001 году американская компания Springfield Armory Inc. стала официальным импортером HS 2000 в США, а в 2002 году — начала производить и продавать этот пистолет на рынке оружия США под наименованием Springfield XD; пистолеты американского производства отличаются только маркировкой и более крупными насечками на затворе.

## Конструкция
Автоматика работает по схеме использования отдачи при коротком ходе ствола. Запирание осуществляется при помощи снижающейся казенной части ствола входящий в окно затвора-кожуха для выброса стреляных гильз. Направляющий стержень возвратной пружины выступает на несколько миллиметров за дульный срез ствола. Выступающий стержень делает возможным выстрел, даже если оружие во что-либо упереть, по словам разработчиков "...в чью-либо спину". Ударно-спусковой механизм ударникового типа, одинарного действия, имеющий довольно длинный ход спускового крючка. Усилие спуска составляет от 2,5 до 3,5 кг. Оружие оснащено указателем взведения ударника в виде выступающей оси, расположенного на задней поверхности затвора-кожуха. Выбрасыватель также выполняет функцию указателя наличия патрона в патроннике.
Пистолет снабжен четырьмя автоматическими предохранителями. Автоматический предохранитель спускового крючка блокирует его движение назад и освобождает только при осознанном нажатии стрелка. Рукояточный предохранитель, размещенный в задней части рукоятки пистолета, блокирует шептало и делает выстрел возможным только когда оружие плотно удерживается стрелком. Автоматический предохранитель ударника делает невозможным удар бойка по капсюлю патрона при случайном срыве с шептала боевого взвода. Ещё один предохранитель блокирует ударник при незапертом стволе. Рычаг затворной задержки размещен с левой стороны рамы над рукояткой. Рычаг замыкателя ствола расположен на левой стороне рамы над спусковой скобой. Двухсторонняя защёлка магазина находится у основания спусковой скобы.
Ствол пистолета изготовлен методом холодной ковки, заготовки для стволов для пистолетов первых лет выпуска закупались у австрийской компании Bohler.
Кожух-затвор металлический
Рамка пистолета изготовлена из ударопрочного полимера "Ultramid 66", разработанного концерном BASF чёрного цвета (для коммерческих моделей она может быть изготовлена оливково-зелёного цвета) и имеет направляющие пазы для крепления под стволом тактического фонаря или лазерного целеуказателя.
Магазины коробчатые, с двухрядным расположением патронов, изготовлены из нержавеющей стали.
Прицельные приспособления — открытого типа, состоят из мушки и целика (с белыми точками, для облегчения прицеливания в условиях недостаточной освещённости), установленные в поперечные пазы типа "ласточкин хвост". Предусмотрена возможность их замены.

## Варианты и модификации
Пистолет выпускается в нескольких модификациях и вариантах исполнения.
| Модель                                    | Ствол  | Ствол | Калибр             | Вместительность магазина | Вместительность магазина        | Чёрный | Оливково- серый | Тёмно- серый | Тёмно- землянистый |
| Модель                                    | (дюйм) | (мм)  | Калибр             | Стандарт                 | С соединительной муфтой затвора | Чёрный | Оливково- серый | Тёмно- серый | Тёмно- землянистый |
| ----------------------------------------- | ------ | ----- | ------------------ | ------------------------ | ------------------------------- | ------ | --------------- | ------------ | ------------------ |
| Субкомпактный                             | 3      | 79,5  | 9x19 мм Парабеллум | 13                       | 16                              | Да     | Да              | Да           | Нет                |
| Субкомпактный                             | 3      | 79,5  | .40 S&W            | 9                        | 12                              | Да     | Да              | Да           | Нет                |
| Компакт                                   | 4      | 102,5 | .45 ACP            | 10                       | 13                              | Да     | Да              | Да           | Да                 |
| Компакт                                   | 5      | 127   | .45 ACP            | 10                       | 13                              | Да     | Да              | Да           | Да                 |
| Боевой                                    | 4      | 102,5 | 9x19 мм Парабеллум | 16                       | нет данных                      | Да     | Да              | Да           | Да                 |
| Боевой                                    | 4      | 102,5 | .40 S&W            | 12                       | нет данных                      | Да     | Да              | Да           | Да                 |
| Боевой                                    | 4      | 102,5 | .357 SIG           | 12                       | нет данных                      | Да     | Да              | Да           | Да                 |
| Боевой                                    | 4      | 102,5 | .45 GAP            | 9                        | нет данных                      | Да     | Да              | Да           | Да                 |
| Боевой                                    | 4      | 102,5 | .45 ACP            | 13                       | нет данных                      | Да     | Да              | Да           | Да                 |
| С дульным тормозом на манер Glock17C V-10 | 4      | 102,5 | 9x19 мм Парабеллум | 16                       | нет данных                      | Да     | Да              | Нет          | Нет                |
| С дульным тормозом на манер Glock17C V-10 | 4      | 102,5 | .40 S&W            | 12                       | нет данных                      | Да     | Да              | Нет          | Нет                |
| С дульным тормозом на манер Glock17C V-10 | 4      | 102,5 | .357 SIG           | 12                       | нет данных                      | Да     | Да              | Нет          | Нет                |
| Тактический                               | 5      | 127   | 9x19 мм Парабеллум | 16                       | нет данных                      | Да     | Да              | Да           | Да                 |
| Тактический                               | 5      | 127   | .40 S&W            | 12                       | нет данных                      | Да     | Да              | Да           | Да                 |
| Тактический                               | 5      | 127   | .357 SIG           | 12                       | нет данных                      | Да     | Да              | Да           | Да                 |
| Тактический                               | 5      | 127   | .45 GAP            | 9                        | нет данных                      | Да     | Да              | Да           | Да                 |
| Тактический                               | 5      | 127   | .45 ACP            | 13                       | нет данных                      | Да     | Да              | Да           | Да                 |
| XDM                                       | 4,5    | 114,3 | 9x19 мм Парабеллум | 19                       | нет данных                      | Да     | Да              | Да           | Нет                |
| XDM                                       | 4,5    | 114,3 | .40 S&W            | 16                       | нет данных                      | Да     | Да              | Да           | Нет                |
| XDM                                       | 4,5    | 114,3 | .45 ACP            | 13                       | нет данных                      | Да     | нет данных      | Да           | Нет                |
| XDM 3.8                                   | 3,8    | 96,5  | 9x19 мм Парабеллум | 19                       | нет данных                      | Да     | Нет             | Да           | Нет                |
| XDM 3.8                                   | 3,8    | 96,5  | .40 S&W            | 16                       | нет данных                      | Да     | Нет             | Да           | Нет                |
| XDM 3.8 Компакт                           | 3,8    | 96,5  | 9x19 мм Парабеллум | 13                       | 19                              | Да     | Нет             | Да           | Нет                |
| XDM 3.8 Компакт                           | 3,8    | 96,5  | .40 S&W            | 11                       | 16                              | Да     | Нет             | Да           | Нет                |
| XDM 3.8 Компакт                           | 3,8    | 96,5  | .45 ACP            | 9                        | 13                              | Да     | Нет             | Да           | Нет                |
| XDM 5.25                                  | 5,25   | 133,3 | 9x19 мм Парабеллум | 19                       | нет данных                      | Да     | Нет             | Да           | Нет                |
| XDM 5.25                                  | 5,25   | 133,3 | .40 S&W            | 16                       | нет данных                      | Да     | Нет             | Да           | Нет                |
| XDM 5.25                                  | 5,25   | 133,3 | .45 ACP            | 13                       | нет данных                      | Да     | Нет             | Да           | Нет                |
| XDS                                       | 3,3    | 83,8  | .45 ACP            | 5                        | нет данных                      | Да     | Нет             | Нет          | Нет                |

- модификация "Ported" отличается наличием дульного тормоза-компенсатора, выполненного в виде отверстий в пазах по бокам от мушки.[8]
- компания Springfield Armory выпускает и другие варианты пистолета по индивидуальным заказам ("custom guns").
- Магазин на 10 патронов совместим со всеми вариантами, кроме XDS.

## На практике
По отзывам пользователей HS 2000 надежно работает с разными типами патронов и отличается удобством удержания, в том числе и для стрелков с разными размерами кисти руки. Пистолет обладает высокой точностью стрельбы. Благодаря низкому расположению оси канала ствола над затыльником рукоятки и глубокой посадке руки имеет малые плечо отдачи и подброс оружия при стрельбе, что способствует быстрому наведению оружия на цель после каждого выстрела. Благодаря малому подбросу оружие обладает высокой кучностью при скоростной стрельбе. Это качество особенно сказывается в реальных перестрелках на коротких дистанциях, где для достижения максимально быстрой остановки противника ведут огонь скоростными сериями из нескольких выстрелов.
Однако ход спускового крючка отмечается владельцами как длинный, неопределенный и достаточно тяжелый, из-за чего многие владельцы предпочитают укорачивать ход спускового крючка практически в два раза, что значительно увеличивает точность стрельбы и делает спуск приятнее для стрелка.

## Страны-эксплуатанты
- Босния и Герцеговина[9]
- Вьетнам - состоит на вооружении полиции.
- Грузия — некоторое количество 9-мм пистолетов HS 2000 поступило на вооружение вооружённых сил и полиции Грузии[10]
- Доминиканская Республика[9]
- Индонезия[9]
- Ирак — в декабре 2009 года[11] с разрешения США Хорватия и Ирак подписали контракт на поставку 10 тыс. 9-мм пистолетов HS 2000 для МВД Ирака, стоимость контракта составила 2,5 млн евро[12] (в дальнейшем, некоторое количество этих пистолетов оказалось в распоряжении вооружённых формирований Исламского государства)[13]
- Кыргызстан - 9х19мм пистолет HS SF19 (улучшенная версия HS2000) в 2023 году принят на вооружение сил специальных операций вооруженных сил Кыргызской Республики
- Македония[9]
- Малайзия[9] - 140 шт. пистолетов было импортировано из Хорватии в 2013 году[14]
- США: значительное количество пистолетов (в основном, выпущенные компанией Springfield на территории США[2]) продано на внутреннем рынке, но в основном — в качестве гражданского и спортивно-тренировочного оружия[15]
- Таиланд[9]
- Украина — в 2015 году 100 шт. пистолетов HS 2000 закупило министерство внутренних дел Украины[16]
- Хорватия — 9-мм пистолет HS 2000 принят на вооружение вооружённых сил Хорватии в 1999 году[17], используется хорватской военной полицией[18] и полицией[2]